# جورج غريفيثز (سياسي)
جورج غريفيثز (بالإنجليزية: George Griffiths)‏ هو سياسي بريطاني وبريطاني (وحمل سابقاً جنسية المملكة المتحدة لبريطانيا العظمى وأيرلندا)، ولد في 7 مايو 1880، وتوفي في 15 ديسمبر 1945. حزبياً، نشط في حزب العمال. وقد في الانتخابات الفرعية في مجلس العموم البريطاني ‏، انتخب عضو برلمان المملكة المتحدة الـ36 عن دائرة هيمسوورث (17 مايو 1934 – 25 أكتوبر 1935) وفي الانتخابات العامة في المملكة المتحدة 1935 ‏، انتخب عضو برلمان المملكة المتحدة الـ37 عن دائرة هيمسوورث (14 نوفمبر 1935 – 15 يونيو 1945) وفي الانتخابات العامة في المملكة المتحدة 1945 ‏، انتخب عضو برلمان المملكة المتحدة الـ38 عن دائرة هيمسوورث (5 يوليو 1945 – 15 ديسمبر 1945).